# Simfonia núm. 1 (Honegger)
La Simfonia núm. 1 del compositor suís Arthur Honegger és una obra per a orquestra, escrita entre desembre de 1929 i maig de 1930 amb motiu del cinquantè aniversari de l'⁣Orquestra Simfònica de Boston. La seva primera actuació es va fer a Boston el 13 de febrer de 1931, sota la direcció de Serge Koussevitzky.

## Moviments
La Primera Simfonia de Honegger és una obra de tres moviments amb una durada total d'uns 22 minuts. Els moviments es diuen:
1. Allegro marcato
2. Adagio
3. Presto - Andante tranquillo

Aquesta simfonia està publicada per Éditions Salabert.

## Origen i context
El prestigiós director de la Boston Symphony Orchestra, va detectar el talent emergent de Honegger i el valor de Le roi David. Davant l’oportunitat d’un encàrrec d’aquesta magnitud, el compositor, amb 38 anys, no va dubtar a acceptar-lo. Aquesta simfonia representa una transició en el seu llenguatge musical, anticipant l’esplendor de Jeanne d’Arc au bûcher, estrenada cinc anys després. El primer moviment es caracteritza per cromatismes tensos i inestables, que donen pas a un segon moviment més líric i expressiu. El tercer moviment, en canvi, aporta una serenitat diatònica, amb una estructura clara i un esperit juvenil.

## Música
D'entrada, la Primera Simfonia compta amb una estructura inusual que prescindeix de l'scherzo i culmina amb un Andante tranquillo al Finale. A cada moviment predomina un sol tema central al qual s’entrellacen motius secundaris en contrapunt.
L’Allegro marcato inicial contraposa dues idees: una amarga i violenta, i una altra més lírica a les cordes. El segon moviment, un Adagio en forma de Lied, es construeix en vuit parts simètriques sobre un baix obstinat. El Finale, un Presto en 6/8, introdueix un moment de lleugeresa amb una estructura de rondó i clou en una serenor lluminosa.

## Enregistraments
Els enregistraments d'aquesta simfonia inclouen conjunts complets de simfonies de Honegger interpretades per
- l'⁣Orquestra Filharmònica Txeca amb Sergei Baudo (Supraphon, 1994)
- la Suisse Romande Orchestra amb Fabio Luisi (Cascavelle, 2001)
- l'⁣Orquestra del Capitole de Toulouse amb Michel Plasson (EMI Classics, 2004)
- l'⁣Orquestra Simfònica de la Ràdio de Baviera sota la direcció de Charles Dutoit (Apex, 2006)